# Florianus
Marcus Annius Florianus (kolem 210 – září 276 Tarsos) byl římský císař vládnoucí od července do září roku 276, podle jednoho pramene dva měsíce a dvacet dní. Byl nevlastním bratrem svého předchůdce Tacita, jehož zavraždili spiklenci při návratu z válečné výpravy proti Gótům.

## Původ a kariéra
Florianův původ je stejně jako v případě císaře Tacita neznámý, někdy se nicméně spekuluje, že oba pocházeli z podunajských provincií. Podle Historie Augusty měli společnou matku a odlišné otce, což dokládají i jejich rodová jména (Claudius u Tacita, Annius u Floriana). Za bratrovy vlády působil Florianus ve funkci prefekta pretoriánů, velitele císařovy osobní gardy. Tvrzení Historie Augusty, že měl mnoho dětí, je moderními badateli pokládáno za fikci.

## Proklamace za císaře
V okamžiku bratrovy smrti se Florianus zdržoval na jiném místě než císař, neboť v opačném případě by spiklenci zavraždili i jeho. Dnes se většinou soudí, že pobýval někde v blízkosti Bosporu, a tam ho také vojáci prohlásili asi v červenci 276 za císaře. Z epigrafických a numismatických dokladů vyplývá, že tento krok uznaly provincie v Evropě a v severní Africe, což potvrzuje i část antické historiografie, např. kronikář Zosimos. Legie v Sýrii zhruba v téže době provolaly císařem úspěšného vojevůdce Proba.

## Občanská válka a smrt
Po své proklamaci pokračoval Florianus zhruba tři týdny ve válečných operacích proti Gótům a teprve pak se dozvěděl o Probově uzurpaci. Za těchto okolností nemělo smysl útočníky dále tísnit, ačkoli se ocitli v obklíčení, a císař zamířil do Malé Asie, aby se postavil Probovi. Mezitím ho patrně uznal senát v Římě, takže se zdálo, že jeho moc je zajištěna.
Probus měl k dispozici mnohem méně vojáků než Florianus, nakonec mu však pomohla náhoda. Horké letní podnebí podlomilo bojeschopnost Florianových jednotek, pocházejících především z Evropy, a za pobytu v kilikijském Tarsu byl císař svržen a dán do domácího vězení. Při pokusu znovu získat moc byl pak asi v září 276 zavražděn – soudí se, že Probus nebyl v této věci zcela bez viny.
Historia Augusta dává Floriana do kontrastu s jeho bratrem Tacitem i nástupcem Probem, ale její líčení Florianových záporných vlastností se dnes většinou považuje za nedůvěryhodné – jiné prameny ho nepotvrzují.